# Попара (страва)
Попара або Масониця — популярна страва в Болгарії, Сербії, Чорногорії, Македонії та Боснії і Герцеговині, зроблена зі старим або свіжонарізаним хлібом і просочена молоком, чаєм або гарячою водою.
Традиційно готується з хліба дво- або триденної свіжості, який заливається гарячою рідиною (чаєм, молоком, в найпростішому варіанті водою), іноді додаються бринза, масло, маслини.